# Distichochlamys
Distichochlamys es un género de plantas con flores perteneciente a la familia Zingiberaceae. Comprende dos especies.

## Especies seleccionadas
- Distichochlamys citrea
- Distichochlamys orlowii